# 维多利亚港 (巴西)
维多利亚港（葡萄牙語：Porto Vitória）是巴西巴拉那州的一个市镇。总面积212.582平方公里，总人口3856人，人口密度18.1人/平方公里。